# Ovratniški plavač
Ovratniški plavač (znanstveno ime Graphoderus bilineatus) je vrsta hrošča iz družine kozakov, razširjena po Severni in Srednji Evropi. Je srednje velik hrošč, ki doseže 14 do 16 mm v dolžino in ga je od ostalih predstavnikov tega rodu možno ločiti zlasti po hrbtno sploščeni obliki telesa in zelo širokem rumenem traku, ki poteka prečno čez prvi člen oprsja (pronotum).
Kot drugi kozaki je vodni hrošč, odrasli in ličinke živijo v večjih stoječih sladkovodnih telesih, kot so jezera in ribniki, kjer lovijo svoj plen. Na kopno pridejo le za kratek čas, ko se zabubijo in preobrazijo v odraslo žival. Čeprav imajo normalno razvite letalne mišice, odrasli letajo le izjemoma, zaradi česar velja, da ima vrsta omejeno sposobnost razširjanja. Kljub temu je razširjena po razmeroma velikem delu Evrope. Vezana naj bi bila bodisi na večja bistra oligo- ali mezotrofna jezera brez zarasti, bodisi na dobro zaraščene in osončene plitvine (odvisno od lokalitete), pri čemer pa ena od novejših sistematičnih ekoloških študij kot glavne dejavnike naselitve namesto tega izpostavlja velikost vodnega telesa, ohranjene, položne brežine in dostopnost drugih primernih habitatov v bližini.
Na leto se razvije en rod (pravimo, da je vrsta univoltina). Samica odloži jajčeca nad nivo vodne gladine, v zračna stebla močvirskih grebenik ali podobnih vodnih rastlin, kjer se po približno dveh tednih izležejo ličinke. Te živijo v enakem okolju kot odrasli, le da pogosteje priplavajo na površje po zrak. Po dveh mesecih ali več, odvisno od temperature vode, pozno poleti zlezejo na kopno, se zakopljejo pod blazinice mahov ali kamne, se zabubijo in se v desetih dneh preobrazijo v odrasle ter se vrnejo v vodo. Prezimijo kot odrasli.
Ovratniški plavač je zaradi redkosti in ogroženosti habitatov prepoznan kot vrsta evropskega varstvenega pomena. V Sloveniji je izjemno redek; peščica do sedaj zbranih podatkov o pojavljanju je omejena na severovzhodni del države, en zgodovinski iz okolice Rač in nekaj novejših iz porečja Mure. V slovenskem Rdečem seznamu je vrsta zavedena kot nezadostno poznana.